# Норт Слејв (регион)
Норт Слејв (регион) (енгл. North Slave Region, Tłicho Region) је један од пет административних региона на северозападним територијама Канаде. То је најнасељенији од пет региона, са популацијом од скоро 23.000 становника. Према општинским и друштвеним пословима, регион се састоји од осам заједница са регионалном канцеларијом која се налази у Јелоунајфу и под-канцеларијом у Бечоко. Са изузетком Јелоунајфа, заједнице су претежно прве нације.

## Заједнице
Регион Норт Слejv укључује следеће заједнице:
| Заједнице | Заједнице     | Заједнице                 | Демографија (2016) | Демографија (2016)               | Демографија (2016)               | Демографија (2016)               | Демографија (2016)               |
| Име       | Име           | Врста                     | 2016.              | Профил абориџинског становништва | Профил абориџинског становништва | Профил абориџинског становништва | Профил абориџинског становништва |
| Званично  | Традиционално | Врста                     | Укупно             | Први народи                      | Метиси                           | Инуит                            | Остали                           |
| --------- | ------------- | ------------------------- | ------------------ | -------------------------------- | -------------------------------- | -------------------------------- | -------------------------------- |
| Бечоко    | Бечоко        | Тличо владавина заједнице | 1.874              | 1.720                            | 60                               | 10                               | 160                              |
| Дета      | T'èɂehda      | Именовани орган           | 219                | 205                              | 0                                | 0                                | 10                               |
| Гамети    | Гамети        | Тличо владавина заједнице | 278                | 275                              | 0                                | 0                                | 10                               |
| Луцелке   | Луцелке       | Именовани орган           | 303                | 270                              | 0                                | 10                               | 35                               |
| Ндило     | Ндило         | Јелоунајф заједница       |                    |                                  |                                  |                                  |                                  |
| Веквети   | Веквети       | Тличо владавина заједнице | 129                | 120                              | 0                                | 10                               | 10                               |
| Вати      | Вати          | Тличо владавина заједнице | 470                | 440                              | 10                               | 0                                | 25                               |
| Јелоунајф | Sǫ̀mbak'è      | Град                      | 19.569             | 3,200                            | 1.280                            | 625                              | 17,550                           |

### Белешка
^ a: Процењено становништво из 2001. године. Укључено са Јелоунајфомом